# Іл (персонаж)
Іл (грец. Ίλος) — син Дардана та Батеї, дочки Тевкра; помер бездітним, тому спадкоємцем у володінні Троадою став його брат Ерехтей.
Іл — син Троя й Каллірої, дочки Скамандра, онук Ерехтея. На змаганнях у Фригії здобув перемогу і в нагороду одержав 50 юнаків і стільки ж дівчат, а також корову. За велінням Зевса Іл мав побудувати місто там, де ляже корова. Він послухав Зевсового наказу і побудував Іліон. Вибір місця дістав схвалення Зевса, який скинув з неба Палладій (статую Афіни).
На честь Палладія Іл спорудив окремий храм. Під час пожежі в храмі він намагався врятувати Палладій і осліпнув, бо чоловікам категорично заборонялося дивитись на цю статую. Афіна вилікувала його; Іл одружився з дочкою Адраста Еврідікою і мав сина Лаомедонта. Іл воював з Танталом, який викрав його брата Ганімеда, і примусив Танталового сина Пелопа залишити царство. В «Іліаді» (X, 415; XI, 372 та ін.) згадується про могилу Іла.